# Tűzálló anyagok

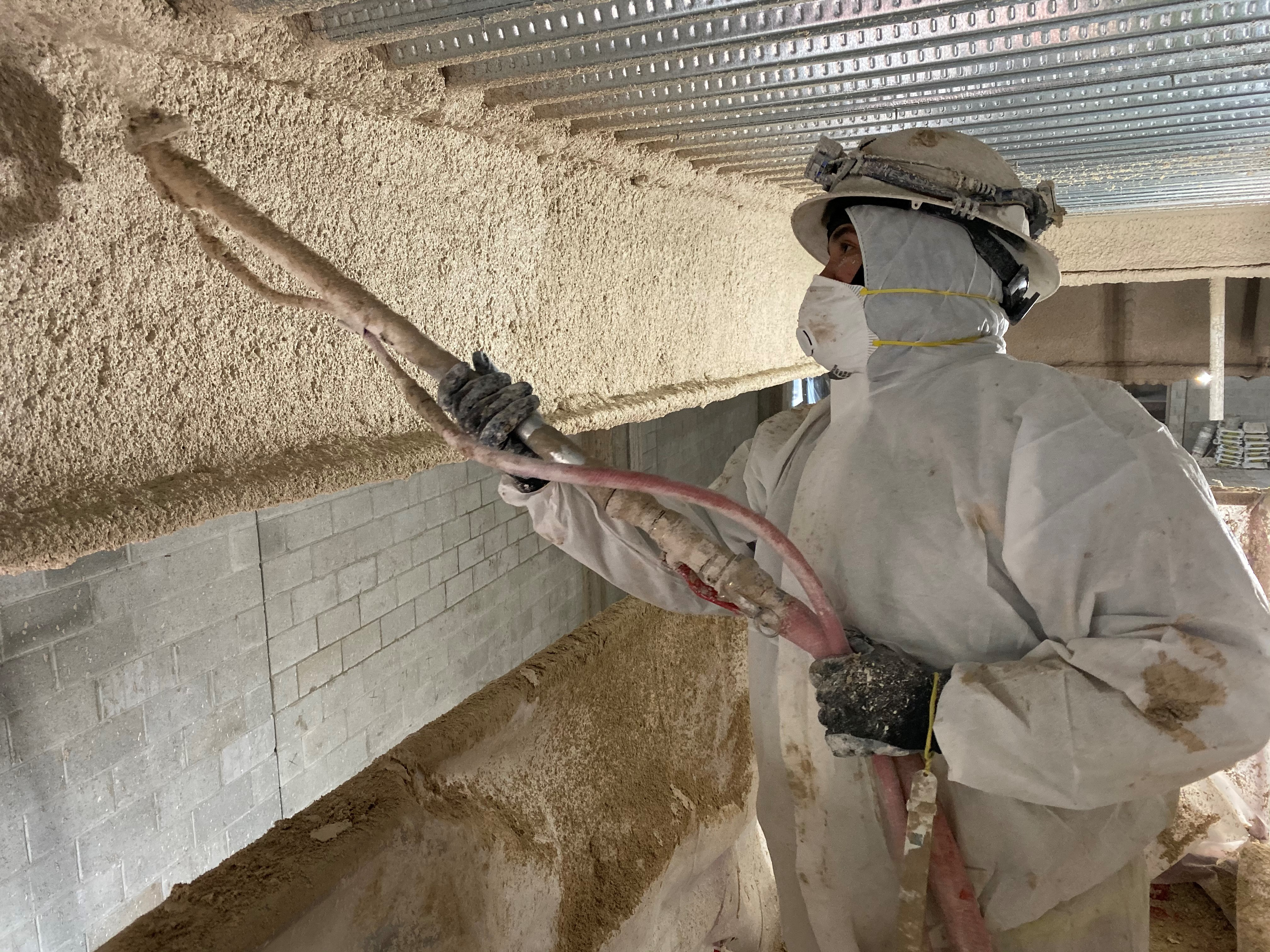
Tűzállóság cementbázisú tűzálló anyag felhordásával

A tűzálló anyagok az igen nagy hőmérsékleti hatásnak is ellenálló anyagok neve. Ilyen anyagokkal bélelik ki a kemencéket és ilyenekből készítenek olvasztótégelyeket is.

## Tűzálló anyagok
A tűzálló anyagok kémiai és fizikai szempontból is igen stabil, állóképes, nehezen átalakítható anyagok. Nemcsak a tartósan igen magas hőmérsékleti hatásnak, hanem a lökésszerűen megemelkedő, ún hőlökésnek is ellenállnak.
Az oxidok körében az alumínium, a szilícium és a magnézium oxidjai a legfontosabb tűzálló anyagok. De a tűzálló anyagokban másféle oxidok is jelen vannak, például a kalcium oxidja is.
Különleges helyzetekben szilikátokat használnak. Ilyen a cirkon ásvány használata, amikor különlegesen magas hőmérsékletet kell elviselniük az anyagoknak. Szilícium-karbidot és szén alapanyagú tűzállókat akkor használhatnak, ha a folyamat során a tűzálló anyag nem kerül kapcsolatba oxigénnel.

## A tűzálló anyagok típusai
Savas kémiai jellegű tűzálló anyagok nem használhatók lúgos környezetben és a lúgos tűzálló anyagok nem használhatók savas környezetben, mert gyorsan korrodálódnak. A cirkon, a tűzálló agyag és a szilícium-dioxid savas kémhatású, a dolomit és a magnezit lúgos kémhatású, míg az alumíniumoxid, a krómit, a szilíciumkarbid, a szén és a mullit semleges kémhatású tűzálló anyagok. Tűzálló fémeket szintén gyakran használnak (pl. ilyen a volfrám).

## Tűzálló ásványok öve a Naprendszerben
A Naprendszer kialakulása idején a tűzálló anyagok egy külön belső zónát alkottak a Nap körül az öves Naprendszerben. Az ásványövek a Naprendszerben a Naptól egyre csökkenő hőmérsékletű ásványsort képeztek.

## Külső hivatkozások
- A tűzálló anyagok kutatóintézete.